# وسيم جفله
وسيم أحمد عبد الله جفله مواليد 2 أغسطس 1998 من مواليد أبو ظبي في الإمارات العربية المتحدة، هو لاعب كرة قدم سوري .

## مسيرة اللاعب
لاعب خط الوسط السوري كانت بداية مسيرته الكروية من الملاعب الإماراتية من بوابة ناشئي نادي بني ياس ونادي الجزيرة, ليغادر بعدها إلى السويد ليلعب لنادي كريستيانساد الفريق الرديف في الدوري السويدي الدرجة الأولى, ثم انتقل إلى أوليمبك مالمو ليمثل فريق الشباب للنادي لفئة U19 كما قام بتمثيل الفريق الأول للنادي رغم صغر سنه وذلك لمدة موسم واحد, انتقل بعدها إلى رومانيا في رحلة احترافية مع نادي كرايوفا تحت 21 سنة ) لفترة قصيرة. و انتقل بعدها إلى نادي كفرسوم الأردني في فبراير 2021 و أعير إلى نادي الساحل السوري في مايو 2021 و انتقل إلى نادي الفتوة السوري في يوليو 2021 و انتقل إلى نادي التعاون الإماراتي في شهر أغسطس عام 2022.